# Arenga ryukyuensis
Arenga ryukyuensis là loài thực vật có hoa thuộc họ Arecaceae. Loài này được A.J.Hend. mô tả khoa học đầu tiên năm 2006.